# Сви смо мртви
Сви смо мртви (кореј. 지금 우리 학교는; РР: Jigeum Uri Hakgyoneun) јужнокорејска је хорор телевизијска серија зомби апокалипсе, доступна на платформи Netflix. Главне улоге тумаче Парк Ђи-ху, Ју Чан-јанг, Чо Ји-хјун и Парк Соломон. Радња прати групу средњошколаца који покушавају да преживе зомби апокалипсу која је започела у њиховој школи.
Серија је први пут најављена 12. априла 2020. Снимање је било привремено заустављено у августу 2020, због Пандемије ковида 19. Све епизоде серије објављене су 28. јануара 2022, на Netflix-у. Серија је добила веома позитивне оцене и критичара и публике. Највише похвала упућено је глумачким перформансима, сценарију, акционим сценама и емотивним тренуцима.
Након Игре лигње (2021), Сви смо мртви је постала друга јужнокорејска серија која је заузела 1. место по популарности на Netflix-у. Серија је делом настала и на успеху Воза за Бусан (2016), који је и поменут у другој епизоди.

## Радња
Након неуспелог научног експеримента, средња школа у Хјосану постаје центар епидемије зомби вируса. Без хране, воде и средстава за комуникацију, напуштени од стране владе, група ученика покушава да преживи и побегне из школе...

## Глумци и улоге

### Главне улоге
- Парк Ђи-ху као Нам Он-џо,[12] ученица одељења II-5, Чанг-санова комшиница и другарица од детињства.
- Ју Чан-јанг као Ли Чанг-сан,[12] ученик одељења II-5, Он-џоин комшија и друг од детињства, који је тајно заљубљен у њу.
- Чо Ји-Хјун као Чои Нам-ра,[12] председница одељења II-5.
- Парк Соломон као Ли Су-Хјеок, „Бер-су”,[12] ученик одељења II-5, бивши делинквент.
- Ју Ин-су као Ју Гви-нам,[12] насилник који злоставља ученике одељења II-5, главни антагониста.
- Ли Ју-ми као Ли На-јон,[12] богата и арогантна ученица одељења II-5.
- Ким Бјунг-чул као Ли Бјонг-чан,[13] наставник биологије и творац вируса, свеобухватни антагониста серије.
- Ли Кју-хјунг као Сонг Џае-ик,[14] детектив у полицијској станици Хјосана.
- Џеон Бе-су као Нам Со-џу,[15] капетан ватрогасног спасилачког тима и Он-џоин отац.

### Споредне улоге
- Им Џае-хјук као Јанг Дае-су,[16] ученик одељења II-5, Ву-ђинов најбољи пријатељ.
- Ким Бо-јун као Сео Хјо-рјунг,[17] повучена ученица одељења II-5.
- Ан Сеунг-гјун као Ох Џун-јонг,[18] најбољи ђак у одељењу II-5, после председнице Нам-ре.
- Хам Сунг-мин као Хан Гјонг-су,[19] веома сиромашан ученик одељења II-5, који живи само са својом баком, Ченг-санов најбољи друг.
- Ким Џу-ах као Јун И-сак,[20] ученица одељења II-5, Он-џоина најбоља другарица.
- Ким Ђинг-јонг као Ким Ђи-мин,[21] ученица одељења II-5, другарица Хјо-рјунг и чланица школског хора.
- Сон Санг-јон као Ђанг Ву-ђин,[22] ученик одељења II-5, Ха-рин млађи брат.
- Ким Ђунг-јон као Ким Мин-ђи,[23] ученица одељења II-5, Дае-суова другарица.
- Ха Сеунг-ри као Ђанг Ха-ри,[24] матуранткиња, такмичарка у стрељаштву и Ву-ђинова старија сестра.
- Ли Јун-саем као Парк Ми-ђин,[25] матуранткиња и делинквенткиња.
- Ђин Хо-јун као Ђунг Мин-џе,[26] матурант, такмичар у стрељаштву и Ха-рин пријатељ.
- Јанг Хан-јеол као Ју Ђун-сонг,[27] матурант који се спријатељио са Ми-ђин.